# Upplands runinskrifter 248
Upplands runinskrifter 248 är en vikingatida ristning på en berghäll i Näle, Norrgården, Vallentuna socken och Vallentuna kommun. Stenen är rent ornamental. Runhällen är 2 gånger 1,5 meter. Ristningen föreställer ett rundjur omslingrat av två ormar.